# Кабо-вердіансько-японські відносини
Відносини Кабо-Верде та Японії стосуються дипломатичних відносин між Кабо-Верде та Японією.

## Історія
У липні 1975 Кабо-Верде мирним шляхом набуло незалежності від Португалії. Відразу після цього Японія визнала Кабо-Верде та встановила дипломатичні відносини. У жодного з них немає справжнього посольства, і японська сторона знаходиться під юрисдикцією посольства Японії в Дакарі, а сторона Кабо-Верде знаходиться під юрисдикцією посольства Карбо-Верде в Пекіні.

## Відвідування високопосадовців Кабо-Верде Японії
У 2008 президент Кабо-Верде Педру Піреш відвідав Японію для участі в Токійській міжнародній конференції з розвитку Африки. На зустрічі на найвищому рівні з Ясуо Фукуда, який на той час був прем'єр-міністром, він підтримав постійне членство Японії в Раді Безпеки.
У 2013 прем'єр-міністр Кабо-Верде Жозе Марія Невіш відвідав Японію. Провівши зустріч на найвищому рівні з Сіндзо Абе, японська сторона високо оцінила послужний список Кабо-Верде у побудові стабільної демократії з найменш розвинених країн.
У 2018 міністр закордонних справ Кабо-Верде Луїс Філіпе Таварес відвідав Японію для участі у Токійській міжнародній конференції з розвитку Африки на рівні міністрів. Відбулася зустріч міністрів закордонних справ із Таро Коно, щоб обговорити запобігання стихійним лихам, продовольству та економічну підтримку Кабо-Верде в Японії. Вони також провели зустріч міністрів закордонних справ у Мозамбіку, Мапуту, у 2017.
У серпні 2019 прем'єр-міністр Кабо-Верде Жозе Коррейя-і-Сілва відвідає Японію. На зустрічі у верхах з Сіндзо Абе було підтверджено, що співробітництво заглиблюватиметься у сферах запобігання стихійним лихам та економіці.